# Miedersbach
Der Miedersbach ist ein rund 3,5 Kilometer langer Nebenfluss des Blattbaches.

## Verlauf
Der Miedersbach entspringt im mittleren Pfälzerwald auf Höhe der sogenannten Miederswiese und fließt in Richtung Osten. Südlich von Iggelbach mündet der Miedersbach in den Blattbach, ehe dieser auf Höhe der Geiswiese in den Helmbach mündet. Der Miedersbach befindet sich auf seiner kompletten Länge auf der Gemarkung der Gemeinde Elmstein.